# Михаил (Ермаков)
Митрополи́т Михаи́л (в миру Васи́лий Фёдорович Ермако́в; 31 июля (12 августа) 1862, Санкт-Петербург — 30 марта 1929, Киев) — епископ Русской православной церкви, митрополит Киевский, Галицкий и всея Украины. Первый Патриарший Экзарх всея Украины.

## Биография
Родился 31 июля 1862 года в Петербурге в семье офицера, дослужившегося до звания майора 192-го Бендерского пехотного полка.
В 1878 году окончил Киевское ремесленное училище, а в 1881 году — Киевское реальное училище. Однако по техническому профилю работать не стал и в том же году поступил в пятый класс Киевской духовной семинарии, закончив её по первому разряду в 1883 году, после чего поступил в Киевскую духовную академию.
19 июня 1887 года наместником Киево-Печерской Лавры архимандритом Ювеналием (Половцевым) в церкви преподобного Антония на Ближних пещерах пострижен в мантию с наречением имени Михаил.
Окончил академию со степенью кандидата богословия с правом получить степень магистра без нового устного испытания чрез напечатание сочинения и удовлетворительное защищение его в присутствии Совета.
28 июня ректором академии епископом Сильвестром (Малеванским) рукоположен во иеродиакона, а 29 июня им же во иеромонаха.

### На преподавательской работе
С сентября 1887 года по 1888 год был преподавателем Священного Писания в Киевской духовной семинарии.
В 1889 по 1890 годы — инспектор и преподаватель Орловской духовной семинарии, член епархиального училищного совета, председатель Петропавловского братства.
19 августа 1890 года назначен инспектором Санкт-Петербургской духовной академии. 15 декабря того же года был возведён в сан архимандрита. По воспоминаниям профессора А. Л. Катанского «близко и крепко держался Преосв. Антония [Храповицкого], веря в его звезду, в чём и не ошибся».
В январе 1893 года назначен ректором Могилёвской духовной семинарии.
6 октября того же года переведён ректором в Волынскую духовную семинарию, располагавшуюся в Кременце. Цензор «Волынских епархиальных ведомостей».

### Викарный епископ
24 декабря 1898 года определён быть епископом Новгород-Северским, викарием Черниговской епархии.
31 января 1899 году хиротонисан во епископа Новгород-Северского, викария Черниговской епархии. Хиротонию совершали: митрополит Киевский и Галицкий Иоанникий (Руднев), митрополит Санкт-Петербуржский и Ладожский Антоний (Вадковский), митрополит Московский и Коломенский Владимир (Богоявленский), архиепископ Новгородский и Старорусский Феогност (Лебедев), архиепископ Тверской и Кашинский Димитрий (Самбикин), епископ Гурий (Буртасовский), епископ Орловский и Севский Никанор (Каменский), епископ Таврический и Симферопольский Николай (Зиоров), и епископ Саратовский и Царицынский Иоанн (Кратиров).
20 октября 1899 года назначен епископом Ковенским, викарием Литовской епархии.

### Епископ Омский и Семипалатинский
6 сентября 1903 года назначен епископом Омским и Семипалатинским.
За 2,5 года он объехал почти всю епархию. При нём был построен и начал работу Омский свечной завод. Почти завершилось строительство Архиерейского дома с домовой церковью и здания консистории.

### На Гродненской кафедре

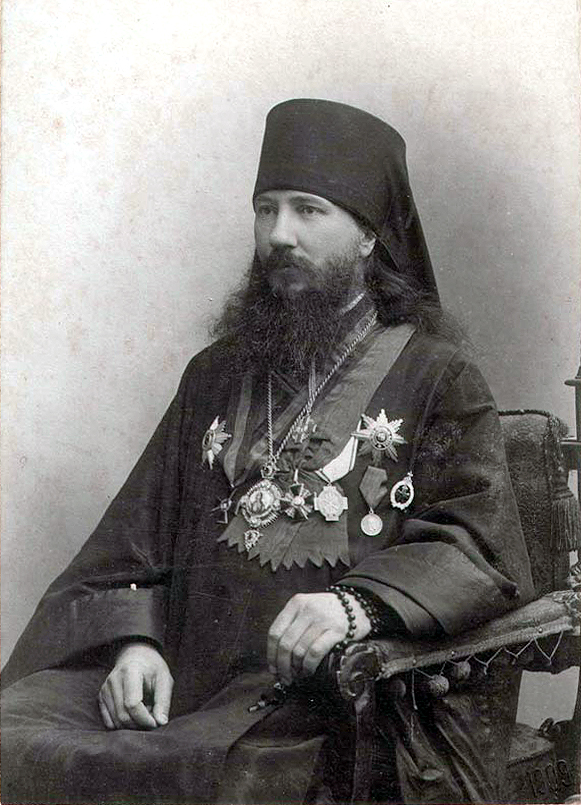
Епископ Гродненский и Брестский Михаил

9 декабря 1905 года назначен епископом Гродненским и Брестским, с освобождением от непосредственного управления Покровским общежительным монастырём Омской епархии.
По причине отлучек из епархии на заседания Святейшего Синода, а также необходимости объезжать свою епархию, ходатайствовал об учреждении в епархии викариатства с кафедрой в Белостоке. Император Николай II «соизволил утвердить 18 мая 1907 года доклад Святейшего Синода об учреждении Гродненской епархии на местные средства кафедры викарного епископа, с присвоением ему именования Белостокским и о бытии настоятелю Супрасльского Благовещенского монастыря Архимандриту Владимиру, епископом Белостокским».
В 1908 году председатель организационной комиссии IV Всероссийского миссионерского съезда.
В 1909 году был избран почётным председателем Гродненского Софийского православного братства, которое по своему составу и направлению деятельности было монархическим. В своем приветствии в адрес Съезда Русских Людей, проходившего в Москве с 27 сентября по 4 октября 1909 года, писал: «С берегов Немана, Бобра и Западного Буга истерзанная, изнемогающая, но крепко ещё держащая в руках священное свое знамя Русь шлёт Москве поклон и сердечный привет и просит памяти и внимания».
Летом 1911 совместно с архиепископом Антонием (Храповицким), епископом Вениамином (Казанским), протопресвитером Георгием Шавельским и архимандритом Алексием (Яковлевым), настоятелем Феодоровского Городецкого монастыря, совершили чин закладки Феодоровского сбора в память 300-летия Дома Романовых в Петербурге на углу Тверского пер. и ул. Полтавской.
6 мая 1912 года возведён в сан архиепископа. Награждён орденами св. Анны II (1896) и I (1903) степени, св. Владимира IV (1897), III (1900) и II (1907) степени, панагией с драгоценными камнями (1911), бриллиантовым крестом на клобук (1915).
В феврале 1915, когда немецкие войска вошли в пределы Гродненской епархии и заняли Красноставский монастырь, ежедневно в Гродно совершал богослужение в местном соборе. А 14 февраля, в самый разгар артиллерийского боя, прибыл в Северо-восточное управление и здесь под огнём врага совершил торжественное богослужение, обошёл все укрепления, окропил их святой водой и благословил чудотворной иконой Колческой Божией Матери, после чего обратился к воинам с речью. В том же году перед занятием немцами Гродно вынужден был переехать в Москву, куда, опасаясь поругания, перевёз главные епархиальные святыни: частица мощей Гавриила Белостокского и чудотворную Жировицкую икону Божией Матери. Эти святыни хранились в соборе Василия Блаженного, где был настоятелем протоиерей Иоанн Восторгов. По воспоминаниям юрисконсульта Киево-Печерской Лавры И. Н. Никодимова: «С особенной любовью он вспоминал годы своего епископства в Гродно. Его там ценили и уважали».
Проживал в Москве качестве эвакуированного. Поскольку он остался не у дел, его подключили к работе высшего церковного управления сначала в Петрограде, а затем в Москве. Был членом Святейшего Синода. 14 апреля 1917 года указом Временного правительства освобождён от присутствия в Синоде вместе с другими его членами (за исключением архиепископа Сергия (Страгородского))
Участник Предсоборного совещания, обсуждавшего проект положения о порядке избрания патриарха. Член Всероссийского Поместного Собора 1917—1918 годов, участвовал во всех трёх сессиях, член Комиссии по фотографированию и описанию повреждений Кремля, II, III, VII отделов. Во время обстрела большевиками Кремля, продолжавшегося с 28 октября по 2 ноября 1917 года, находился в Чудовом монастыре. При начале обстрела мощи святителя Алексия были перенесены братией в пещерную Ермогеновскую церковь, где под грохот разрывающихся снарядов архиепископ Михаил молился вместе с митрополитом Петроградским Вениамином (Казанским), епископом Арсеним (Жадановским), архимандритом Алексием (Соловьёвым) и иноками обители.
1918 год провел присутствующим в Синоде, а потом жил под Москвой. Между тем, с 1920 года территория Гродненской епархии, правящим архиереем которой он формально оставался, оказалась включенной в состав восстановленного Польского государства. С начала 1921 года был настоятелем Донского монастыря.

### Первые годы служения на Украине
В конце июня 1921 года, опираясь на решение Собора епископов от 19-20 мая 1921 года, Священным Синодом и Высшим Церковным Советом назначен «Патриаршим экзархом на Украине, с возведением его в сан Митрополита и предоставлением ему прав, принадлежащих Митрополиту Киевскому». Необходимость этого была вызвана тем, что после эмиграции в ноябре 1920 года митрополита Киевского и Галицкого Антония (Храповицкого) Киевская митрополия оставалась без должного управления. Из-за агрессивных действий украинских националистов, поддерживаемых советской властью, стремительно нарастали нестроения в жизни Церкви на Украине, а временный управляющий Киевской епархией епископ Черкасский Назарий (Блинов) был человеком безынициативным и чрезвычайно осторожным. Не было в это время и тесной связи украинского епископата с Патриархом. При этом титул митрополита Киевского и Галицкого остался за митрополитом Антонием. Чтобы сместить его и утвердить митрополита Михаила новым Киевского митрополитом согласно Положению о временном высшем управлении на Украине требовался Всеукраинский Собор, созыву которого препятствовали власти. По словам делопроизводителя Синода М. В. Нумерова, «Уехал 11/24 августа и уже 13 был в Киеве». Прибытие в августе 1921 года в Киев опытного и авторитетного архиерея во многом оздоровило церковную жизнь на Украине.
14 октября 1921 года в Софийском соборе в Киеве начал свою работу первый Всеукраинский православный церковный собор (ВПЦС), подготовленный Всеукраинской Православной церковной радой (ВПЦР), которая распространяла по приходам информационные материалы о своей деятельности, о соборе, его программе, а также идеологические брошюры. Всего на собор съехалось 472 делегата со всей Украины. Получили приглашение на собор и епископы, однако в письме к главе ВПЦР М. Морозу архиепископ Михаил от участия в ВПЦС отказался, объяснив свой шаг неканоничностью ВПЦР и ВПЦС, однако согласился разъяснить любые вопросы и выслушать возникшие пожелания. После бурных споров было решено вновь просить Русскую православную церковь рукоположить для УАПЦ своих, «украинских», епископов. Архиепископ Михаил, который в конце концов приехал на заседание с несколькими священниками, прекрасно понимал, что «автокефалия — от начала до конца националистическая задумка». Он заявил, что епископов в Церкви и так хватает, и призвал участников не чинить раскол, прекратить «съезд» и разъехаться по домам, после чего покинул зал заседания. По инициативе архиепископа Михаила 19 октября состоялась встреча епископата Русской православной церкви с некоторыми автокефалистами, но встреча к договоренностям не привела. После того как Василий Липковский был избран митрополитом и решено было поставлять его без участия епископов, архиепископ Михаил предпринял последнюю попытку не допустить «самосвятства», отправив Липковскому письмо, в котором призывал его одуматься и не принимать греха, но без успеха.
После ареста Патриарха Тихона и возникновения обновленческого раскола, митрополит Михаил оказался в несколько двусмысленном положении: он был Экзархом Патриарха, отстранённого от управления Церковью. Митрополит Михаил, находившийся в тот период в Москве, не признал обновленческое Высшее церковное управление, и в письме архиепископу Пимену (Пегову) от 3 июля 1922 года писал: «У нас на собрании пастырей и преосвященных викариев решили твердо стоять на почве православия и отражать всякие попытки новаторов вмешиваться в дела нашей Автономной Православной Украинской Церкви. Мы прежде не были подчинены Московскому Синоду, а только в некоторых делах лично Свят[ейшему] Патриарху. Теперь же пока Патриарх устранён, а заместитель его не допущен в Москву, дела нашей Украинской Церкви будет решать и проводить в исполнение наш Синод». Также митрополит Михаил упоминал в письме, что член ВЦУ Владимир Красницкий прислал в Киев письмо «липковцам» с приветом им как «Возлюбленным о Христе Иисусе пастырям и мирянам», приглашает их в Москву для ознакомления с обновленческим движением, и трактуя этот так: «Московское обновлённое духовенство желает действовать рука об руку с украинскими еретиками — для разрушения основ Единой, Святой Соборной Апостольской Церкви».
Особенно трудное время митрополиту Михаилу пришлось пережить, начиная с конца 1922 года, когда киевские власти требовали от него присоединиться к «Живой церкви», а также подписать воззвание к верующим и духовенству о безоговорочной выдаче всех церковных ценностей. По воспоминаниям бывшего юрисконсульта Киево-Печерской Лавры И. Н. Никодимова, «Почти ежедневно к митрополиту стали приезжать представители власти с требованием присоединиться к „Живой церкви“. Однако у митрополита они встречали решительный отпор. Также неудачны были и требования подписать воззвание к верующим и духовенству о безоговорочной выдаче всех церковных ценностей. Митрополит соглашался выпустить воззвание с призывом добровольно жертвовать на нужды голодающих, в духе патриаршего воззвания». Он же приводит слова митрополита Михаила: «Вымогают от меня признания „Живой церкви“, угрожают в противном случае арестом. Когда же я решительно отверг их требования, то они довольно цинично признали, что я, быть может, поступил правильно, так как всё равно и „Живую церковь“ они в конце концов ликвидируют».
В момент, когда повсеместно, в том числе и на Украине, церковную власть пытались захватить обновленцы, митрополиту Михаилу требовалась санкция, подтверждающая его права. Разрешить накопившиеся вопросы был призван Всеукраинский Собор, намеченный на август 1922 года, однако из-за противодействия властей провести полноценный Собор не удалось: вместо ожидаемых 400 прибыло только около 70—80 депутатов. Собравшиеся обратились к присутствующим украинским епископам с пожеланием объявить о том, что «Украинская Церковь отныне стала на путь автокефалии». Епископы, составившие собственное совещание, названное «Священным Синодом епископов всея Украины», не пошли на это, указав на то, что он относится к компетенции Всеукраинского Собора. Вместе с тем, 5 сентября 1922 года Синод украинских епископов постановил: «Ввиду продолжительного отсутствия митрополита Антония и митрополита Платона кафедры Киевскую и Херсоно-Одесскую объявить свободными; временно управляющими в епархиях Киевской и Одесской считать: в Киевской митрополита Михаила, Экзарха Украины, а в Одесской архиепископа Феодосия [Феодосиева]. Назначение выборов на кафедры Киевскую и Одесскую предоставить Преосвященному Экзарху Украины». Однако Патриарх Тихон, выйдя на свободу, аннулировал данное постановление.
22 января 1923 года в связи с обострением репрессий советской власти против духовенства, митрополит Михаил написал завещание, в котором, в частности, говорится:

В настоящее тяжёлое и тревожное для Российской Св. Православной Церкви время, когда самочинные отступники от единства православной веры получили возможность чинить всякие насилия над служителями Церкви, верными православию, можно ожидать, что правящие Киевской епархией православные архипастыри будут устраняемы от дел управления. Посему, дабы не остались без канонического духовного руководства пастыри и паства Киевской епархии, братски, о Имени Господа нашего Иисуса Христа, прошу преосвященных викариев Киевских вступать, после меня, в управление епархией в следующем преемственном порядке: 1) преосвященный Димитрий [Вербицкий], Епископ Белоцерковский и Сквирский, 2) преосвященный Макарий [Кармазин], Епископ Уманский, 3) преосвященный Георгий [Делиев], Епископ Богуславский, 4) преосвященный Алексий [Готовцев], Епископ Звенигородский, 5) преосвященный Александр [Чекановский], Епископ Липовецкий и Бердичевский, 6) преосвященный Назарий [Блинов], Епископ Радомысльский и Черно[был]ьский, 7) преосвященный Василий [Богдашевский], Епископ Каневский.

В случае устранения всех киевских викариев, заботу о киевских церковных делах прошу принять (в силу циркулярн[ого] Указа Святейшаго Патриарха, Высшаго Церковнаго Совета и Синода от 7 нояб[ря] 1920 г.) православных преосвященных соседних епархий — Черниговской, Подольской и Полтавской.
23 января 1923 года последовало распоряжением обновленческого ВЦУ об освобождении от управления Киевской епархией, с увольнением на покой и с назначением местом жительства в городе Холмогоры Архангельской губернии. Категорически отказался признать ВЦУ и его предписания.
5 февраля 1923 года был арестован и через некоторое время переведён в Москву в Бутырскую тюрьму. В сопроводительном документе украинские чекисты указывали: «Удалить его было необходимо во что бы то ни стало, так как он, пользуясь своим авторитетом и „канонической“ властью, срывал подготовительную работу и самый съезд Всеукраинских Обновленческих групп в Киеве 12/II, а также тормозил работу ГПУ по расколу духовенства Киевской губернии и Правобережья». В Бутырской тюрьме содержался в общей камере, где между другими заключёнными находились архимандрит Ермоген (Голубев) и киевский священник Анатолий Жураковский. Пасху они встречали вместе. Митрополит Михаил возложил на иерея Анатолия крест, искусно сделанный им самим из хлеба и раскрашенный карандашом.
Об освобождении митрополита Михаила перед председателем ГПУ и Евгением Тучковым хлопотала его сестра Ольга Вестли, однако безрезультатно. В Бутырках митрополита почти не допрашивали, продляя срок пребывания под стражей. Постановлением Комиссии НКВД по административным высылкам от 13 июля 1923 года был приговорён к высылке в Туркестан на два года.
В марте 1924 года в отсутствие митрополита Михаила Патриарх Тихон назначил архиепископа Иоанникия (Соколовского) на Харьковскую кафедру, «первейшей задачей которого является в соответствии с конституцией украинской церкви и совместно с архипастырями, пастырями и верующими мирянами Украины умиротворение ее, что крайне необходимо и с государственной стороны». Новое назначение было облечено в такую форму, что им не только не затрагивалась проблема замещения Киевской кафедры, но даже не упразднялись формально и полномочия Экзарха митрополита Михаила. Однако новоназначенный патриарший представитель со своей первейшей задачей умиротворить Украинскую Церковь справиться не мог. В результате в том же 1924 года по убедительной просьбе харьковских клириков и прихожан за свое соблазнительное поведение архиепископ Иоанникий был Патриархом Тихоном от Харьковской кафедры отрешён. От назначения в Омск он отказался и вскоре примкнул к лубенскому расколу.

### В Москве (1925—1926)
В сентябре 1925 года митрополит Михаил вернулся из среднеазиатской ссылки и с разрешения властей временно поселился в Москве, так как возвращение его в Киев и возглавление им православных украинских епископов, по-видимому, явно не отвечали интересам властей. Напротив, ОГПУ рассчитывало вовлечь митрополита Михаила в будущий григорианский раскол, который уже несколько месяцев к тому времени готовил в Москве епископ Можайский Борис (Рукин).
Считал, что, как Экзарх Украины, он вправе уже именоваться «митрополитом Киевским и Галицким», та как эмигрировавший митрополит Антоний (Храповицкий) право на этот титул давно утратил. Не дожидаясь решения Собора или хотя бы Местоблюстителя митрополита Крутицкого Петра (Полянского), митрополит Михаил в явочном порядке стал подписываться как «митрополит Киевский» и носить положенные иерарху с таким титулом две панагии, в чём был поддержан епископом Борисом (Рукиным). Это вызвало протесты. В этой сложной ситуации митрополит Петр прибег к совету епископов с Украины. К осени 1925 году их в Москве сосредоточилось уже достаточно большое число; Помимо митрополита Михаила это были: архиепископы Черниговский Пахомий (Кедров) и Херсонский Прокопий (Титов), епископы Каменец-Подольский Амвросий (Полянский) и Ананьевский Парфений (Брянских), епископ Глуховский Дамаскин (Цедрик). Таким образом на тот момент число живших в Москве православных епископов, занимавших украинские кафедры, стало сопоставимым с их числом в самой Украине. Состоявшееся 12 сентября 1925 года в Даниловом монастыре неформальное совещание Местоблюстителя с московскими украинскими архиереями достаточно однозначно высказалось о невозможности титулования митрополита Михаила «Киевским», более того, даже на должность Экзарха в ходе обсуждения была предложена кандидатура епископа Дамаскина (Цедрика). В итоге Митрополит Петр утверждать митрополита Михаила на Киевской кафедре не стал, сохранив за ним полномочия Экзарха с прежним титулом митрополита Гродненского. Митрополит Михаил смирился и перестал носить две панагии и напряжение вокруг него разрядилось.
В распоряжении, составленном митрополитом Петром 6 декабря того же года, митрополит Михаил был упомянут вторым в порядке исполнения обязанностей Патриаршего Местоблюстителя — после митрополита Нижегородского Сергия (Страгородского) и перед архиепископом Ростовским Иосифом (Петровых). Репрессии декабря 1925 года, направленные против Патриаршего Местоблюстителя митрополита Петра и близких к нему епископов, осуждённых по «делу» митрополита Петра, самого Украинского Экзарха обошли стороной. После ряда вызовов на допросы он был отпущен под подписку о невыезде от 24 декабря 1925 года и оставлен жить в Москве.
К тому моменту в Москве заявил о себе как о высшей церковной власти «Временный Высший Церковный Совет» под председательством архиепископа Григория (Яцковского), созданный при активном участии ОГПУ. Была предпринята попытка вовлечь в новый самочинный Совет и митрополита Михаила, причём, по-видимому, в качестве председателя, но митрополит Михаил отказался несмотря на возможность получения от ВВЦС титула митрополита Киевского. Напротив, митрополит Михаил поддержал решение двенадцати православных епископов, находившихся на Украине, подписавших в декабре 1925 года акт о лишении сана и отлучении от Церкви Феофила (Булдовского) и его сторонников. В то же время митрополит Сергий (Страгородский) 5 января 1926 года утвердил этот акт, оказав украинским православным епископам каноническую поддержку и одновременно продемонстрировав свои собственные полномочия Заместителя Местоблюстителя, в признании которых тогда сам ещё весьма нуждался. Лидеры лубенского раскола подали жалобу в ВВЦС, который 8 марта 1926 года объявил их восстановленными в сане. В ответ 12 марта того же года находившиеся в Киеве православные украинские епископы направили Экзарху Украины донесение по вопросу о мерах канонического воздействия в отношении организаторов ВВЦС. Митрополит Михаил без промедления присоединился к этому осуждению ВВЦС. Между тем среди православных иерархов авторитет митрополита Михаила, последовательно отмежевавшегося от разного вида расколов, заметно возрос. Когда в апреле 1926 года усилиями Тучкова в Патриаршей Церкви разгорелся новый спор о власти, на этот раз между митрополитами Сергием (Страгородским) и Агафангелом (Преображенским), в качестве возможного арбитра был предложен именно Экзарх Украины митрополит Михаил.
К лету 1926 года григорианский раскол был локализован (ряд примкнувших к нему епископов принесли покаяние), митрополит Агафангел ради мира церковного отказался от своих прав на местоблюстительство, надежд на то, что удастся как-то стравить между собой сосредоточенных в Москве православных епископов числом около 50 человек у ОГПУ уже практически не осталось. В результате было принято решение их оттуда выслать. В протоколе заседания Антирелигиозной комиссии при ЦК ВКП(б) от 3 июля 1926 года: «В Москве скопилось около 50 человек епископов… В то время как для обслуживания религиозных потребностей — Москвы и губернии — нужно 5 человек (таков штат). Признать пребывание такого количества епископов политически вредным и поручить ОГПУ (т. Тучкову), не прибегая к арестам, организовать выезд наиболее вредных для жительства в монастырях по его (ОГПУ) усмотрению». В июне 1926 года митрополит Михаил был отправлен в ссылку в Прикумск Терской области, где находился до сентября 1927 года.

### Вновь на Украине
После возвращения из ссылки получил разрешение жить в Харькове. ГПУ постаралось окружить митрополита Михаила доносчиками. Так, под видом экономки поселилась в квартире агент ГПУ вдова киевского профессора-врача А. В. Шуварская. В сводке ГПУ УССР говорилось, что «через этих лиц, а также епископа Константина вполне возможно будет оказывать на экзарха нужное… влияние». Таким образом каждый шаг митрополита становился известен властям. Поддержал митрополита Сергия, учредившего при себе Временный Патриарший Священный Синод и издавший «Декларацию», предусматривавшую полную лояльность советской власти. Однако для властей этого было мало. По их мнению, автономная церковь Украины должна была пройти собственную процедуру легализации и для этого Экзарху следовало выпустить свою декларацию. Предложение сопровождалось запугиваниями и угрозами ареста и новой ссылки. В документе того времени под названием «Краткая годичная история Русской Православной Церкви. 1927—1928 гг.», опубликованная в 1929 году в «Церковных Ведомостях» в Югославии, говорится: «Экзарху митрополиту Михаилу по приезде его с Кавказа из ссылки было предложено на выбор написать декларацию свою и получить титул митрополита Киевского или отправиться в путешествие к Местоблюстителю Петру (митрополиту) за полярный круг». В течение недели, с 13 по 19 ноября 1927 года, митрополит Михаил представил органам ГПУ УССР проект декларации.
Как указывает историк Михаил Шкаровский, украинские непоминающие приняли меры, чтобы «декларация» митрополита Михаила не дошла целиком до мирян. По свидетельству профессора В. И. Воловика, «с этой целью во многих общинах декларация не объявлялась даже членам пятидесяток и вообще верующим, а если и объявлялась, места, в которых шла речь о контакте с Советской властью, сознательно пропускались. Поэтому ни епископ Георгий Делиев, никто другой из киевского епископата не дали твёрдой директивы зачитывать эту декларацию». Среди украинского духовенства распространились сведения о том, что она, так же как и декларация митрополита Сергия, написана по указанию властей. В декабре 1927 года протоиерей Григорий Синицкий, ездивший в Киев с целью узнать мнение киевлян о декларации митрополита Михаила, узнал, что отношение духовенства к декларации митрополита Михаила неоднозначное. Авторитет Экзарха в среде киевского духовенства был очень высок, поэтому даже несогласным с его декларацией не хотелось ставить вопрос о возможности разрыва с ним канонического общения. Реакцию на Декларацию митрополита Михаила ярко иллюстрируют слова письма, написанного ему николаевским протоиереем Григорием Синицким в мае 1928 года: «Мне известно, Вл[адыко], что воззвания-декларации не читались в г. Киеве. Разрешите не объявлять их и у нас. Кому не известно, сколько скорби и разочарования доставило православным душам появление этих документов (декларации м[итрополита] С[ергия], а затем и В[ашего] В[ысокопреосвященст]ва). Только время, да наше общее молчание по этому вопросу успокоило настроение православных людей. Те, кто читал эти воззвания, рады забыть об их существовании; кто не читал, — рады не верить, что они были. Прочитать воззвания с церк[овного] амвона это значит с новой силой вызвать пережитые огорчения и нарушить мир церковный». В «Краткой годичной истории Русской Православной Церкви. 1927—1928 гг.» отмечалось, что Митрополит Михаали «видимо, боясь народного возмущения, остановил рассылку своей декларации, так что выпустил в свет самое малое число экземпляров, и она широкой публике неизвестна».
В сводке ГПУ от 20-26 ноября сообщается, что 23 ноября 1927 года епископ Константин (Дьяков) получил от митрополита Сергия (Страгородского) телеграмму о назначении митрополита Михаила митрополитом Киевским, Галицким и всея Украины с оставлением его экзархом Украины. Член Временного Патриаршего Священного Синода архиепископ Павел (Борисовский) в своём послании к пастве от 14 декабря 1927 года сообщал о положении церковных дел на Украине: «Имеются сведения, что митрополит Киевский Михаил возвратился в Киев, разослал свое послание и около Николина дня там состоится уже и Собор православных епископов Украины». Учитывая, что именно Всеукраинский Собор должен был производить выборы митрополита Киевского, можно предположить что около 19 декабря («Никола Зимний» по новому стилю) был проведён архиерейский собор утвердивший новый титул, но достоверных сведений о том, что собор состоялся, нет.
Осенью 1928 года получил разрешение переехать в Киев «без права свободного передвижения» по Украине. Проживал в кельях Свято-Михайловского монастыря.
Переживания, связанные с вынужденным изданием «Обращения», окончательно подкосили здоровье митрополита Михаила. Скончался от инсульта 30 марта 1929 года. Как подобало Киевскому митрополиту, две панагии, возлежали на груди почившего, при том, что Заместитель Патриаршего Местоблюстителя митрополит Нижегородский Сергий тогда ещё носил одну панагию. Похоронен в Киеве, у северной стены Трапезного храма Святой Софии. Н. С. Жураковская писала в своих воспоминаниях: «Когда митрополит Михаил умер, тяжело было смотреть на батюшку [священника Анатолия Жураковского]. Бледный, ходил он по комнате, становился на молитву, опять ходил. Потом подозвал к себе душевно близкого ему человека и сказал: „Пойди и поклонись за меня его праху, а я буду молиться, чтобы его великая горечь была вменена ему в мученичество“. Так в тишине своей комнаты пережил наш батюшка одну из сильнейших трагедий своей жизни».
После превращения Софии в заповедник, могила архиерея, по одним данным, была перенесена на кладбище, по другим — её сравняли с землёй.

## Сочинения
- Лекции по Священному Писанию Ветхого Завета. СПб., 1891—1892.
- Слово пред панихидой // Волынские епархиальные ведомости. 1896. — № 36.
- Речь при наречении его во епископа Новгород-Северского 29 января 1899 года // Прибавления к «Церковным ведомостям», 1899. — № 6. — С. 247.
- Слово Ковенского епископа по случаю торжественного открытия Виленской окружной лечебницы для душевнобольных. — Вильна, 1903;
- Окружное архипастырское послание к пастве гродненско-брестской. — Гродно, 1906.
- Речь в Гродненском Софийском кафедральном соборе I ноября 1914 года // Гродненские епархиальные ведомости. 1914. — № 46. — С. 1905.
- Слово на выборах епископа // Орловские епархиальные ведомости. 1917. — № 32/33. — С. 208, 210—211.
- Жизнь и пастыри (Беседа) // Наше время. 1918. 17 января.
- Обращение митрополита Киевского Михаила (Ермакова), Экзарха всея Украины к архипастырям, пастырям и пасомым Украинской Православной Церкви от 17 ноября 1927 года // Богословский сборник. 2002. — № 9. — С. 297—322.
- Письмо к архиеп. Пимену (Пегову); Обращение к обновленцам; Послание киевским викарным епископам // Вестник ПСТГУ. История. 2009. — № 1.